# Јени
Јени или Јени махала (тур. Yeni) је градско насеље у округу Пендик у Истанбулу, Турска. Према попису из 2020. блло је 15.747 становника.
Јени је претежно настањен Бошњацима, чији су се преци доселили између 1955. и 1960 године, углавном из Санџака.